# Бахадыров, Халходжа Турсунбаевич
Халходжа Турсунбаевич Бахадыров (род. 1929 год) — бригадир комплексной бригады строительного управления № 1 треста № 153 Главташкентстроя, Ташкент, Узбекская ССР. Герой Социалистического Труда (1971).

## Биография
Родился в 1929 году на территории современного Янгикурганского района Андижанской области Узбекистана. Член КПСС с 1967 года.
С 1945 года - в строительстве, в 1956 году стал бригадиром, в 1957 году возглавил комплексную бригаду.
Добился выдающихся трудовых результатов. Досрочно выполнил личные социалистические обязательства и плановые производственные задания Восьмой пятилетки (1966—1970). Удостоен звания Героя Социалистического Труда неопубликованным Указом Президиума Верховного Совета СССР от 25 марта 1971 года «за выдающиеся производственные успехи в выполнении заданий пятилетнего плана» с вручением ордена Ленина и золотой медали Серп и Молот.
Избирался депутатом Верховного Совета СССР 7-го созыва.
Жил в Ташкенте.